# Elas por Ele
Elas por Ele é um romance brasileiro do jornalista Fabio Brunelli publicado em 2009 pela editora Novo Século.
Trata-se de uma abordagem humorada do que um homem faria para encontrar seu par ideal — livrarias, salas de cinema e sites de relacionamento seriam os cenários dos encontros amorosos.

## Sinopse
Leonardo é um publicitário bem sucedido, que depois de três casamentos, decide ficar só. Mas, na fila do cinema, se apaixona mais uma vez. O personagem apresenta suas estratégias de conquista e, ao mesmo tempo em que analisa as respostas de Carolina, a musa inspiradora, relembra situações que viveu nos casamentos anteriores. Um texto que convida o leitor a uma análise pessoal.